# 2012 في فرنسا
فيما يلي قوائم الأحداث التي وقعت خلال عام 2012 في فرنسا.

## أحداث
- 22 أبريل – الانتخابات الرئاسية الفرنسية 2012
- 1 مارس – هجمات ميدي بيرينيه 2012
- 1 يناير – مهرجان كان السينمائي 2012

## سياسة

### تعيين في المنصب
- 23 مارس – إدوار فيليب نائب فرنسي،نائب فرنسي.
- 23 مارس – ناتالي كوسيوسكو موريزيت نائب فرنسي،نائب فرنسي.
- 1 أبريل – فريدريك فيدال رئيس جامعي  [لغات أخرى]‏.
- 15 مايو – جان مارك أيرولت رئيس الوزراء الفرنسي،نائب فرنسي.
- 15 مايو – فاليري تريفلير spouse of the President of France  [لغات أخرى]‏.
- 15 مايو – فرانسوا أولاند رئيس فرنسا.
- 16 مايو – اوريلي فيليبيتي وزير الثقافة في فرنسا ‏،نائب فرنسي،عضو المجلس العام  [لغات أخرى]‏.
- 16 مايو – جان إيف لودريان Minister of the Armed Forces (France) [الإنجليزية]‏.
- 16 مايو – كريستيان توبيرا وزير العدل.
- 16 مايو – لوران فابيوس وزير الشؤون الخارجية  [لغات أخرى]‏،نائب فرنسي.
- 16 مايو – مانويل فالس وزير الداخلية،نائب فرنسي.
- 17 يونيو – برونو لو مير نائب فرنسي،نائب فرنسي.
- 17 يونيو – فاليري بيكريس نائب فرنسي،نائب فرنسي.
- 20 يونيو – إدوارد فريتش نائب فرنسي.
- 20 يونيو – إليزابيث غيغو نائب فرنسي.
- 20 يونيو – إيف دانيال نائب فرنسي.
- 20 يونيو – برنار كازنوف نائب فرنسي.
- 20 يونيو – برونو لورو نائب فرنسي.
- 20 يونيو – بونوا أمون نائب فرنسي.
- 20 يونيو – بيرنارد أكوير نائب فرنسي.
- 20 يونيو – جان فرنسوا كوبيه نائب فرنسي.
- 20 يونيو – جان كلود بيريز نائب فرنسي.
- 20 يونيو – جان لاسال نائب فرنسي.
- 20 يونيو – جيرالد دارمانان نائب فرنسي.
- 20 يونيو – ريشار فيرون نائب فرنسي.
- 20 يونيو – سيغولين نيفيل نائب فرنسي.
- 20 يونيو – فرانسوا دو روجي نائب فرنسي.
- 20 يونيو – فرنسوا فيون نائب فرنسي.
- 20 يونيو – لوران فوكييه نائب فرنسي.
- 20 يونيو – ماري جورج بوفيه نائب فرنسي.
- 20 يونيو – ماريون ماريشال لوبان نائب فرنسي.
- 20 يونيو – نيكولا امالينا نائب فرنسي.

### انتهاء فترة المنصب
- 22 أبريل – إدوار فيليب عضو المجلس العام  [لغات أخرى]‏،نائب فرنسي.
- 14 مايو – فرانسوا أولاند نائب فرنسي.
- 15 مايو – ألان جوبيه وزير الشؤون الخارجية  [لغات أخرى]‏.
- 15 مايو – كارلا بروني spouse of the President of France  [لغات أخرى]‏.
- 15 مايو – نيكولا ساركوزي رئيس فرنسا.
- 16 مايو – فرنسوا فيون رئيس الوزراء الفرنسي.
- 16 مايو – فريديريك ميتران وزير الثقافة في فرنسا ‏.
- 24 مايو – مانويل فالس رئيس بلدية،نائب فرنسي،نائب فرنسي.
- 4 يونيو – لوران فابيوس نائب فرنسي،نائب فرنسي.
- 15 يونيو – جان مارك أيرولت نائب فرنسي،عمدة نانت،نائب فرنسي.
- 16 يونيو – آرنو مونتبورغ نائب فرنسي.
- 16 يونيو – اوريلي فيليبيتي نائب فرنسي،نائب فرنسي.
- 16 يونيو – برنار كازنوف نائب فرنسي،نائب فرنسي.
- 16 يونيو – كريستيان توبيرا نائب فرنسي.
- 16 يونيو – ميشيل سابين رئيس بلدية.
- 19 يونيو – إليزابيث غيغو نائب فرنسي.
- 19 يونيو – برونو لو مير نائب فرنسي.
- 19 يونيو – برونو لورو نائب فرنسي.
- 19 يونيو – بيرنارد أكوير نائب فرنسي.
- 19 يونيو – جان فرنسوا كوبيه نائب فرنسي.
- 19 يونيو – جان كلود بيريز نائب فرنسي.
- 19 يونيو – جان لاسال نائب فرنسي.
- 19 يونيو – رولاند بلوم نائب فرنسي.
- 19 يونيو – فاليري بيكريس نائب فرنسي.
- 19 يونيو – فرانسوا دو روجي نائب فرنسي.
- 19 يونيو – فرنسوا بايرو نائب فرنسي.
- 19 يونيو – ماري جورج بوفيه نائب فرنسي.
- 19 يونيو – ميشال آليو ماري نائب فرنسي.
- 19 يونيو – ناتالي كوسيوسكو موريزيت نائب فرنسي.
- 19 يونيو – نيكولا امالينا نائب فرنسي.
- 21 يوليو – بونوا أمون نائب فرنسي.

## رياضة
- 1 يناير – دورة فرنسا المفتوحة 2012
- 1 يناير – رالي مونت كارلو 2012
- 25 مارس – غنت-وفلجم 2012 الفائزون ماتي بريشيل، بيتر ساجان، توم بونن.
- 8 أبريل – سباق باريس روبيه 2012 الفائزون توم بونن، أليساندرو بلان، سيباستيان تورجوت.
- 26 أغسطس – جي بي واست-فرنسا 2012 الفائزون إيدفالد بواسون هاغن، هاينريش هوسلر، روي كوستا.

## أفلام
من الأفلام التي صدرت هذه السنة في فرنسا:
- 1 يناير – أنا والأقباط والعذراء من إخراج Namir Abdel Messeeh  [لغات أخرى]‏.
- 1 يناير – التائب من إخراج مرزاق علواش.
- 1 يناير – الحب من إخراج مايكل هاينيكي.
- 1 يناير – المرأة الحديدية من إخراج Phyllida Lloyd [الإنجليزية]‏.
- 1 يناير – إن شاء الله من إخراج Anaïs Barbeau-Lavalette [الإنجليزية]‏.
- 1 يناير – تأمين من إخراج جيمس ماثر، Stephen Saint Leger ‏.
- 1 يناير – تيكن 2 من إخراج Olivier Megaton [الإنجليزية]‏.
- 1 يناير – حنة آرندت من إخراج مارغريث فون تروتا.
- 1 يناير – داي أوف ذا فالكون من إخراج جان جاك أنو.
- 1 يناير – ريزدنت إيفل: الجزاء من إخراج بول أندرسون.
- 1 يناير – سايلنت هيل: الوحي 3 دي من إخراج M. J. Bassett [الإنجليزية]‏.
- 1 يناير – صدأ وعظم من إخراج جاك أوديار.
- 1 يناير – فضل الليل على النهار من إخراج Alexandre Arcady [الإنجليزية]‏.
- 1 يناير – مغامرات سامي 2 من إخراج Vincent Kesteloot ‏، Ben Stassen [الإنجليزية]‏.
- 1 يناير – وداعا ملكتي من إخراج بانو جاكوت.
- 1 يناير – وهلأ لوين؟ من إخراج نادين لبكي.
- 1 يناير – يا خيل الله من إخراج نبيل عيوش.
- 1 يناير – يومان في نيويورك من إخراج جولي دلبي.
- 11 أبريل – مثل شخص واقع في الحب من إخراج عباس كيارستمي.
- 11 مايو – الفنان من إخراج ميشيل هازنافيسيوس.
- 16 مايو – التسامح: ذكريات من منزل الدعارة من إخراج برتران بونيلو.
- 17 مايو – بعد الموقعة من إخراج يسري نصر الله.
- 23 مايو – على الطريق من إخراج والتر سالس، سام رايلاي.
- 25 مايو – رينوار من إخراج Gilles Bourdos [الإنجليزية]‏.
- 27 مايو – تيريز ديكويرو من إخراج كلود ميلر.
- 10 يوليو – الحارسون من إخراج Dror Moreh [الإنجليزية]‏.
- 9 أغسطس – ليفياثان من إخراج Lucien Castaing-Taylor [الإنجليزية]‏، Véréna Paravel [الإنجليزية]‏.
- 1 سبتمبر – الهجوم من إخراج زياد دويري.
- 5 سبتمبر – سمكري خياط جندي جاسوس من إخراج توماس ألفريدسون.
- 7 سبتمبر – أنا كارينينا من إخراج جو رايت.
- 9 سبتمبر – إيليس من إخراج مالجورزاتا سزوموسكا.
- 23 سبتمبر – المنبوذون من إخراج أوليفير ناكاش، إيريك توليدانو.

## برامج ومسلسلات وأنمي
- لي غينيول دو لانفو

## كتب
من الكتب التي صدرت هذه السنة في فرنسا:
- 1 يناير – العشق الأخير لأرسين لوبين من تأليف موريس لوبلان.

## وفيات

### يناير
- 11 يناير – جيل جاكيه (مواليد 1968)
- 24 يناير – بيير سينيبالدي (مواليد 1924) لاعب كرة قدم.

### فبراير
- 22 فبراير – ريمي أوتليك (مواليد 1983)
- 27 فبراير – أرمان بنفيرن (مواليد 1926) لاعب كرة قدم فرنسي.

### مارس
- 2 مارس – جيرار رينالدي (مواليد 1943)
- 10 مارس – جان جيرو (مواليد 1938) فنان قصص مصورة فرنسي.
- 22 مارس – محمد مراح (مواليد 1988)

### أبريل
- 4 أبريل – كلود ميلر (مواليد 1942)

### مايو
- 17 مايو – وردة الجزائرية (مواليد 1939) مغنية جزائرية.

### يونيو
- 13 يونيو – روجيه غارودي (مواليد 1913) فيلسوف فرنسي.
- 16 يونيو – تيري رولان (مواليد 1937)

### أغسطس
- 10 أغسطس – فيليب بوجالسكي (مواليد 1963) سائق رالي فرنسي.
- 30 أغسطس – غابرييل فاهانيان (مواليد 1927)

### سبتمبر
- 17 سبتمبر – إدوارد لو كلارك (مواليد 1926)
- 24 سبتمبر – أكرمان ألفريد (مواليد 1924) دراج فرنسي.

### أكتوبر
- 25 أكتوبر – جاك بارزون (مواليد 1907)

### ديسمبر
- 7 ديسمبر – غيلبرت دوراند (مواليد 1921) فيلسوف فرنسي.